# Спас Господов
Спас Николов Господов е български политик от БКП.

## Биография
Роден е на 23 април 1917 г. или 1918 г. в Пазарджик в семейството на Никола Господов, родом от Панагюрище. В периода 1934 – 1939 г. е член на РМС и член на гимназиалното ръководство на съюза. От 1939 г. е член на БОНСС, докато учи химия в Софийския университет. След провал през 1943 г. е арестуван и лежи в затвора. През 1944 г. става член на БКП и завежда агитацията и пропагандата на ГК на БКП в Пазарджик. Между 1946 и 1947 г. е член на отдел „Агитация и пропаганда“ на ОК на БКП в Пазарджик. От есента на 1947 г. е първи секретар на БКП в Пазарджик за няколко месеца до 1948 г. След това е втори секретар на същия комитет. След това до 1949 г. отново е първи секретар на ОК на БКП в Пазарджик. След това е последователно първи секретар на БКП в Пещера, Асеновград и Пловдив. В периода 1959 – 1969 г. е първи секретар на Окръжния комитет на БКП в Пазарджик. От 2 юни 1958 до 5 ноември 1962 г. е кандидат-член на ЦК на БКП, а от 5 ноември 1962 до 25 април 1971 г. е член на ЦК на БКП. Бил е народен представител и посланик на България в Румъния и Ирак.  Спас Господов умира на 9 юли 2007 г. на 90 години. 